# Tommaso Tittoni
Tommaso Tittoni (n. 16 noiembrie 1855, Roma, Statele Papale – d. 7 februarie 1931, Roma, Regatul Italiei) a fost un diplomat, politician și Cavaler al Annunziatei. A fost ministru de externe al Italiei din 1903 până în 1909 cu excepția unei perioade de cinci luni. De asemenea a fost prim-ministru interimar timp de aproximativ două săptămâni în martie 1905, făcându-l cel mai scurt mandat de prim-ministru din istoria Italiei.

## Tinerețe
Tommaso Tittoni s-a născut la Roma. Tatăl său, Vincenzo, un fermier arendaș pe teren întins din La Manziana, luase parte la apărarea Republicii Romane sub conducerea lui Giuseppe Garibaldi în 1849 și fusese exilat de Pius al IX-lea. Acesta reintrase în Roma în 1870 prin breșa Porta Pia. Tittoni a fost educat mai întâi la Napoli, iar ulterior la Oxford și Liège.
A devenit consilier al Romei înainte de a deveni deputat în Camera Deputaților ca reprezentant al Civitavecchiei în 1886, aliniind-se cu orientarea de dreapta. A demisionat în 1897 după ce a fost numit prefect de Perugia. Trei ani mai târziu a mers la Napoli într-o calitate similară, iar în 1902 a intrat în Senat.  

## Ministru de externe și prim-ministru
Când Giovanni Giolitti a devenit premier pentru a doua oară în 1903, Tittoni a devenit ministrul său de externe. El a urmărit îmbunătățirea relațiilor cu Austro-Ungaria și a încercat, de asemenea, să realizeze o reconciliere cu Franța. La îndrumările sale președintele francez Émile Loubet a vizitat Roma. 
La demisia lui Giolitti în martie 1905, Tittoni a devenit premier interimar pentru câteva zile și a rămas în cabinetul lui Alessandro Fortis ca ministru de externe. Propunerea sa de a reduce taxa pe vinurile spaniole în legătură cu un tratat comercial italo-spaniol a stârnit o furtună de indignare în rândul claselor agricole și a provocat căderea cabinetului la 24 decembrie 1905 și, deși Fortis a venit într-o nouă guvernare, Tittoni nu a făcut parte din ea.

## Politica externă
Câteva luni mai târziu a fost numit ambasador la Londra (martie 1906), dar în mai, la căderea guvernului lui Sidney Sonnino și la revenirea lui Giolitti la putere, a fost din nou chemat la Consulta (Ministerul de Externe). El a continuat politica de ameliorare a relațiilor cu Austro-Ungaria, ceea ce nu a contribuit la popularitatea sa. După criza bosniacă și după anexarea Bosniei-Herțegovinei de către Austro-Ungaria, discursul său imprudent de la Carate a creat iluzia că Italia va fi compensată, poate prin cesiunea proviniciei Trento, dar dezamăgirea ivită când nimic de acest fel nu s-a materializat i-a slăbit prestigiul. A rămas în funcție până la căderea guvernului lui Giolitti în decembrie 1909.
În calitate de ministru de externe, Tittoni a propus cu prudență pretențiile italiene asupra Tripolitaniei, pe atunci parte a Imperiului Otoman, fără a recurge la amenințări directe de anexare. Familia Tittoni avea interese în zonă. În 1907 Banco di Roma a fondat o sucursală la Tripoli și a dezvoltat interese semnificative în domeniul bancar, naval și în agricultură. Vicepreședintele băncii era Romolo Tittoni, fratele lui Tommaso Tittoni. Banca a finanțat și importantul ziar Corriere d'Italia, care a militat pentru războiul italo-turc în 1911. 
La 24 octombrie 1909, Tittoni și diplomatul rus Aleksandr Izvolsky au făcut schimb de note diplomatice cu privire la un acord informal, cunoscut sub numele de afacerea Racconigi, pentru ca Rusia și Italia să-și susțină interesele reciproce în Balcani și în Imperiul Otoman. În orașul italian Racconigi țarul Nicolae al II-lea al Rusiei a fost găzduit de regele Victor Emmanuel III. Italia și Imperiul Rus au încheiat un alt acord cu Imperiul Austro-Ungar câteva zile mai târziu, nerespectându-l pe cel de dinainte. În aprilie 1910 Tittoni a fost numit ambasador la Paris.  

## Primul Război Mondial și Conferința de pace de la Paris

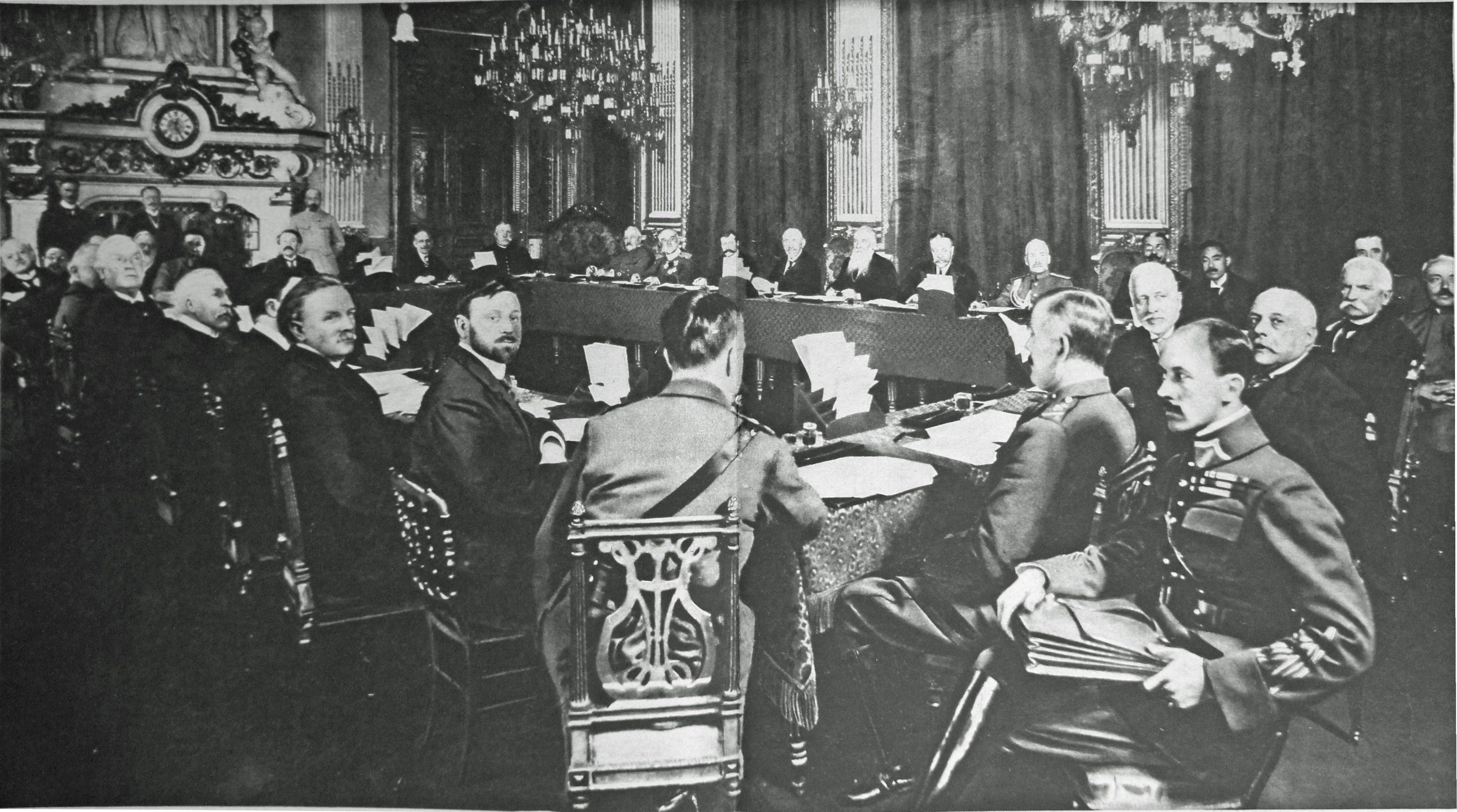
Tittoni și prim-ministrul Antonio Salandra la o conferință a Puterilor Aliate din 27-28 martie 1916 la Paris

Când a izbucnit Primul Război Mondial, în ciuda politicii sale de sprijinire a Triplei Alianțe (a Germaniei, Austro-Ungariei și Italiei), s-a exprimat deschis în favoarea neutralității italiene, iar la intrarea Italiei în război a fost atent să nu se compromită cu atitudinea lui Giolitti. Dar nu era în largul lui în capitala Franței, iar în noiembrie 1916 și-a dat demisia de la ambasada din Paris. La căderea Cabinetului Orlando în iunie 1919, noul premier Francesco Saverio Nitti l-a ales pe Tittoni ca ministru de externe și prim delegat la Conferința de pace de la Paris.  Nitti și Tittoni au minimalizat pretențiile teritoriale ale Italiei, care i-au dezamăgit pe intervenționiști ca Gabriele D'Annunzio.
În iulie 1919 Tittoni și prim-ministrul Greciei Eleftherios Venizelos au convenit asupra unui acord secret neobligatoriu, cunoscut sub numele de acordul Venizelos-Tittoni - cu privire la revendicările teritoriale conflictuale ale celor două țări. Grecia s-a angajat să susțină pretențiile italiene asupra Vlorë și înființarea unui protectorat italian asupra Albaniei. De asemenea Grecia urma să asigure Italiei o zonă de comerț liber în portul Smirna (sub administrație greacă din mai 1919), în timp ce Italia s-a angajat să susțină pretențiile teritoriale grecești asupra Epirului de Nord și să transfere Dodecanezul Greciei, cu excepția insulei Rodos, care rămânea sub stăpânire italiană până când Ciprul era cedat Greciei de către Marea Britanie.
Presiunea severă a muncii asupra sănătății l-a forțat pe Tittoni să demisioneze în noiembrie 1919. El a fost ales președinte al Senatului italian în decembrie 1919 și a fost numit la scurt timp delegat italian în Consiliul și Adunarea Ligii Națiunilor, dar starea de sănătate l-a forțat din nou să renunțe la ultimele două numiri. A rămas președinte al Senatului până în ianuarie 1929. 

## Susținerea lui Mussolini
După Marșul de la Roma, Tittoni a sprijinit guvernul lui Mussolini și a devenit mai târziu primul președinte al Academiei Regale a Italiei (28 octombrie 1929 – 16 septembrie 1930) - cea mai importantă instituție culturală a dictaturii fasciste.  La 8 aprilie 1923 el a primit onoarea supremă a cavalerului Annunziata de către regele Victor Emmanuel.
A murit în urma unui atac de cord la Roma pe 7 februarie 1931.